# Aenigmatistes blattiformis
Aenigmatistes blattiformis är en tvåvingeart som beskrevs av Schmitz 1933. Aenigmatistes blattiformis ingår i släktet Aenigmatistes och familjen puckelflugor. Inga underarter finns listade i Catalogue of Life.